# Mercedes (Uruguay)
Mercedes je město v západní části Uruguaye. Je to hlavní město departementu Soriano. Leží na březích Río Negro, která je přítokem řeky Uruguay. Podle sčítání z roku 2011, je Mercedes 10. největší město v Uruguayi, když v něm žije 41 974 obyvatel.

## Historie
Město vzniklo v roce 1788. 6. července 1857, bylo povýšeno na "Ciudad" (velkoměsto) a stalo se hlavním městem departementu Soriano, když nahradilo Villa Soriano.